# Lars Jonson

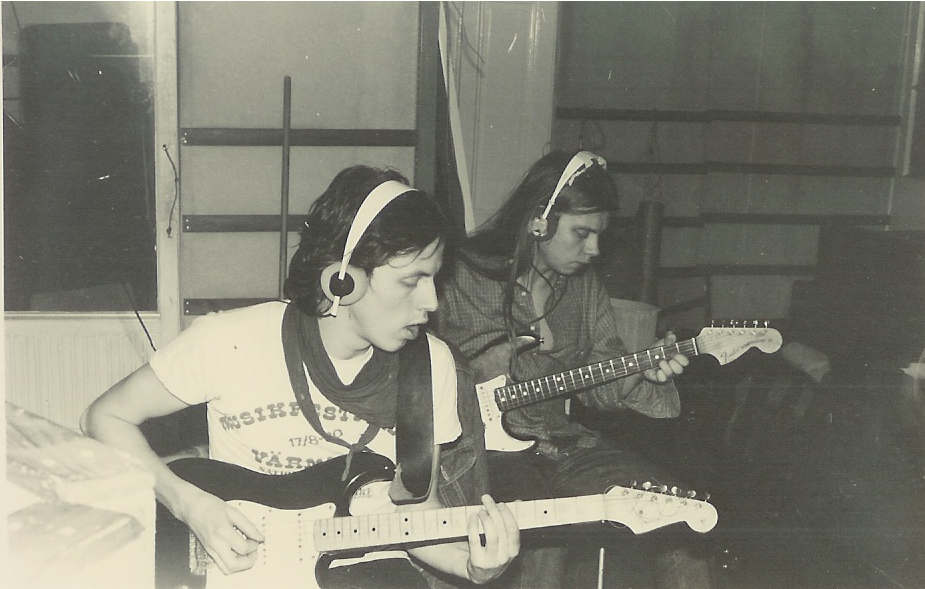
Från KSMB tillsammans med Peter "Ampull" Sjölander i studion någon gång under 1981.

Lars "Guld-Lars" Jonson, född 13 december 1956, död 31 mars 2015, var en svensk gitarrist som spelade i banden KSMB och Köttgrottorna. 
Han började dock sin karriär som basist i Läppstars. Han var även inblandad i banden Fuck Off, Hela Huset Skakar och John Lenin. Vid sidan av sin musikerkarriär arbetade Jonson som brevbärare i Stockholm. 
Stefan Sundströms låt "Hommage till Guld-Lars", på skivan Fisk i en skål, är en hyllning till Lars Jonson, som en motpol till trendhysterin.